# Gandasoli (Plered)
Gandasoli is een bestuurslaag in het regentschap Purwakarta van de provincie West-Java, Indonesië. Gandasoli telt 3046 inwoners (volkstelling 2010).